# Нектарий (Григорьев)
Митропролит Нектарий (в миру Николай Константинович Григорьев; 26 мая 1902, село Хохлово, Казанская губерния — 9 марта 1969, Москва) — епископ Русской православной церкви, митрополит Кишинёвский и Молдавский.

## Биография
Родился 26 мая 1902 года в селе Хохлове Казанской губернии в семье акцизного чиновника.
В 1918 году окончил 1-ю мужскую Казанскую гимназию.
В 1923 году окончил 2 курса историко-филологического факультета Казанского университета и Высший Богословский институт.
17 октября 1923 года пострижен в монашество, 21 октября рукоположён во иеродиакона.
24 февраля ст./ст. 1924 года рукоположён во иеромонаха.
С февраля 1929 года — настоятель Казанско-Введенской церкви города Москвы.
День ареста 28 декабря 1930 года арестован. Особым Совещанием при Коллегии ОГПУ от 8 февраля 1931 года Приговорён к 3 годам ссылки. Выслан в Северный край.
С марта 1934 года — настоятель Успенского собора города Каширы, Московской области.
С 1 января 1935 года — благочинный православных приходов Каширского района, Московской области.
С июля 1935 года — штатный священник Духосошественной церкви Даниловского кладбища города Москвы.
С ноября 1935 года — штатный священник церкви Адриана и Наталии города Москвы.
С мая 1936 года — штатный священник Ризоположенской церкви города Москвы.
С 1 июля 1937 года (после ареста священномученика Александра Хотовицкого) — настоятель того же храма.
С 30 мая 1941 года — помощник наместника Почаевской Лавры.
С 1942 года на пастырском служении в городе Брагин (Белоруссия).
С 4 июля 1942 года — настоятель церкви Введенского женского монастыря в Киеве.
С 1 октября 1942 года — настоятель церкви села Володькова Девица, Черниговской епархии.
С 28 октября 1942 года — настоятель Вознесенского храма города Нежина.
С 1 января 1944 года — настоятель Вознесенско-Городковой церкви города Павловский Посад Московской области.
В 1944—1946 годы находился под следствием в связи со служением в 1941—1943 годах на оккупированной территории.
С 1946 года состоял в числе братии Троице-Сергиевой Лавры в качестве казначея и благочинного.
С 4 октября 1946 года — наместник Псково-Печерского монастыря.
27 июня 1947 года в зале заседаний Священного Синода было совершено наречение архимандрита Нектария во епископа Петрозаводского и Олонецкого.
29 июня 1947 года хиротонисан во епископа Петрозаводского и Олонецкого. Чин хиротонии совершали: Патриарх Московский и всея Руси Алексий I, архиепископ Дмитровский Виталий (Введенский) и епископ Ивановский и Кинешемский Паисий (Образцов).
С 3 июня 1948 года — епископ Тираспольский, временно управляющий Кишинёвской епархией.
С 7 июня 1949 года — епископ Кишинёвский и Молдавский.
25 февраля 1956 года возведён в сан архиепископа.
21 февраля 1958 года награждён правом ношения креста на клобуке.
3 августа 1963 года возведён в сан митрополита.
При нём в начале 1960-х годов был закрыт кафедральный собор Кишинева и все монастыри Молдавии, кроме одного женского.
Скончался 9 марта 1969 года в Москве. Отпевание Владыки в Новодевичьем монастыре возглавили митрополит Крутицкий и Коломенский Пимен (будущий Святейший Патриарх Пимен), митрополит Таллинский и Эстонский Алексий (будущий Святейший Патриарх Алексий II) и архиепископ Одесский и Херсонский Сергий.
Погребен на Калитниковском кладбище Москвы (24-й участок).

## Публикации
- Речь на расширенном Пленуме Молдавского Республиканского Комитета защиты мира // Журнал Московской Патриархии. 1953. — № 11. — С. 29-31.
- Покров Пресвятой Богородицы // Журнал Московской Патриархии. 1961. — № 10. — С. 25-26.